# Volume de réfrigérant variable
Pour les articles homonymes, voir VRV et DRV.
Le volume de réfrigérant variable (VRV) ou débit de réfrigérant variable (DRV) (en anglais Variable Refrigerant Flow ou VRF) est une notion utilisée dans les systèmes de climatisation, traduisant le fait que le système est capable d'adapter automatiquement sa puissance aux besoins thermiques des locaux, quelles que soient les circonstances. 

## Types de solutions
Il existe deux types de solutions distinctes :
- VRV « 2 tubes », où toutes les unités raccordées à un même groupe extérieur sont dans le même mode de fonctionnement[2],
- VRV « 3 tubes » (également appelée « à récupération d'énergie ») où les unités intérieures sont totalement indépendantes et peuvent chauffer ou refroidir simultanément[2].